# Aero Ae-145
Aero Ae-145 — cywilny samolot produkcji czechosłowackiej, rozwinięcie modelu Aero Ae-45